# 平田佐貞
平田 佐貞（ひらた すけさだ、1909年（明治42年）5月 - 1938年（昭和13年）10月）は、日本の俳人・彫刻家・陸軍軍人。

## 人物
平田紡績の創業家に生まれる。2代目平田佐次郎の第12子・七男であり、長兄に平田佐十郎、次兄に平田佐武、三兄に平田佐矩、四兄に平田佐雄、五兄に宗村佐信（宗村の養子）、六兄に平田佐義。長姉にあさお子、次姉にあさへ子、三姉にますへ子、四姉に富枝子。甥に宗村完治、宗村南男と宗村明夫がいる。三重郡富洲原町出身（現在の三重県四日市市富洲原地区富田一色町）出身。

## 来歴
- 平田商店 → 平田製網 → 平田紡績を経営する平田家の子弟として出生する。双生児であり、佐貞ら双子の兄弟を生んだ生母のたきは、出産後すぐに病没した。遺児となった8男4女の12人の子供は、祖母の（初代平田佐次郎の妻をなに女手一つで養育された。
- 四日市市立富洲原小学校を卒業した後、四日市商業学校（現在の三重県立四日市商業高等学校）に進学した。以下の部活動をした。

1. 短艇（ボート）部
2. 野球部
3. 水泳部
4. 陸上競技部
5. 登山部

- これらの四日市商業学校の複数の部員として在籍した。
- 運動神経が抜群のスポーツ青年だった。
- 四日市商業学校を卒業後、久居市の陸軍歩兵第33連隊に入営し、1933年（昭和8年）3月、陸軍歩兵少尉に任官される。長兄の佐十郎が病死した後、後継者となった三兄の佐矩が経営する家業の平田製網（平田紡績の前身）を手伝う。しかし家業に馴染まず、自由放漫な生活を送った。
- 1938年（昭和13年）5月、「石谷部隊」に召集されて、その後「沼部隊」に所属した。将来は芸術家として期待されたが、芸術家より陸軍軍人の道を選ぶ。当時（昭和戦前期）は軍国主義の時代であり、青年時代を軍人として生きる選択肢しかなく、日中戦争（支那事変）に参戦する日本兵として中国大陸各地で転戦した。中国では、古代中華帝国（歴代王朝）の古い仏像を収集して、中国の美術史に興味を持ち、中国文化を尊敬していた。仏教の書物を読経する仏教者として動物の肉を食べるのを避け、自身より部下の身を案じたため、佐貞は29歳にして湖北省蘄春県黄白城付近の激しい戦闘で壮烈に戦死した。
- 1938年（昭和13年）5月、石谷部隊に召集されて、その後沼部隊に所属した軍隊生活の日々の日記と、日中戦争で転戦した陣中記録は「志のぶ草」に編纂されている。平田紡績と平田家や三重郡富洲原町によって悲しみの葬儀が行われた。富洲原霊園の富洲原地区出身の戦死者（約500人）の供養施設と三重県護国神社に祀られて遺骨は平田家の墓に葬られた。同時に、靖国神社にも祀られている。亡母を追慕しつつ戦死した短い人生だった[1]。

## 俳人
- 姉が嫁ぎ先の家である川越村（現在の三重郡川越町高松地区）の光倫寺の僧侶で、義兄にあたる横瀬善賢の影響から、彫刻家として、『観音像』、『自面』、『聖徳太子』、『朝妻船』などの芸術作品を制作した。もう一人の姉の嫁いだ家の川越村（現在の三重郡川越町南福崎地区）の法雲寺僧侶家では「肉付面」を作る芸術家だった。紡績会社の社員で構成している、芸術的な影響がある日本南画院「南画会」に所属して、亡き母の実家である吉川家で俳句作りをした。四日市港と富洲原を舞台に海岸の悲喜悲しみを詠った佐矩の冬の雨の一部に、佐貞の母方の従兄弟の吉川夏晶と佐貞が共作した佐貞の追悼集『志のぶ草』が1940年（昭和15年）10月に出版された。亡母を追慕して吉川家で遊ぶのが好きだったが、代表作で「かいつむり」に発表した作品は、以下の文章である。

1. 「白樺をぬけて雪野の大日向｣
2. ｢雷鳥の行方は吹雪光る峰｣
3. ｢水辺の横なぐり屋根光る｣
4. ｢浴びたる壁に干し柿｣
5. ｢味噌｣
6. ｢牛草」

- この代表作白樺を主宰した梶島一藻から推薦や評価を受けて､以後自身の日記や書簡の内容を句にした。「志のぶ草」は平田家や平田一族の追想と追悼と弔辞があり、佐貞の日中戦争の陣中の記録や書簡である。